# Клан Кренстоун

Гребінь клану Кренстоун.

Герб вождів клану Кренстоун.

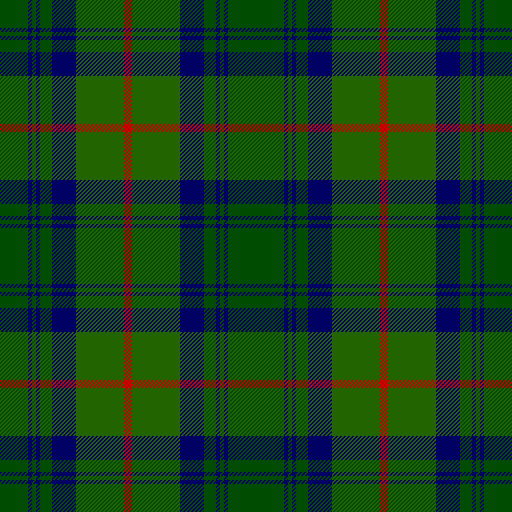
Тартан клану Кренстоун.

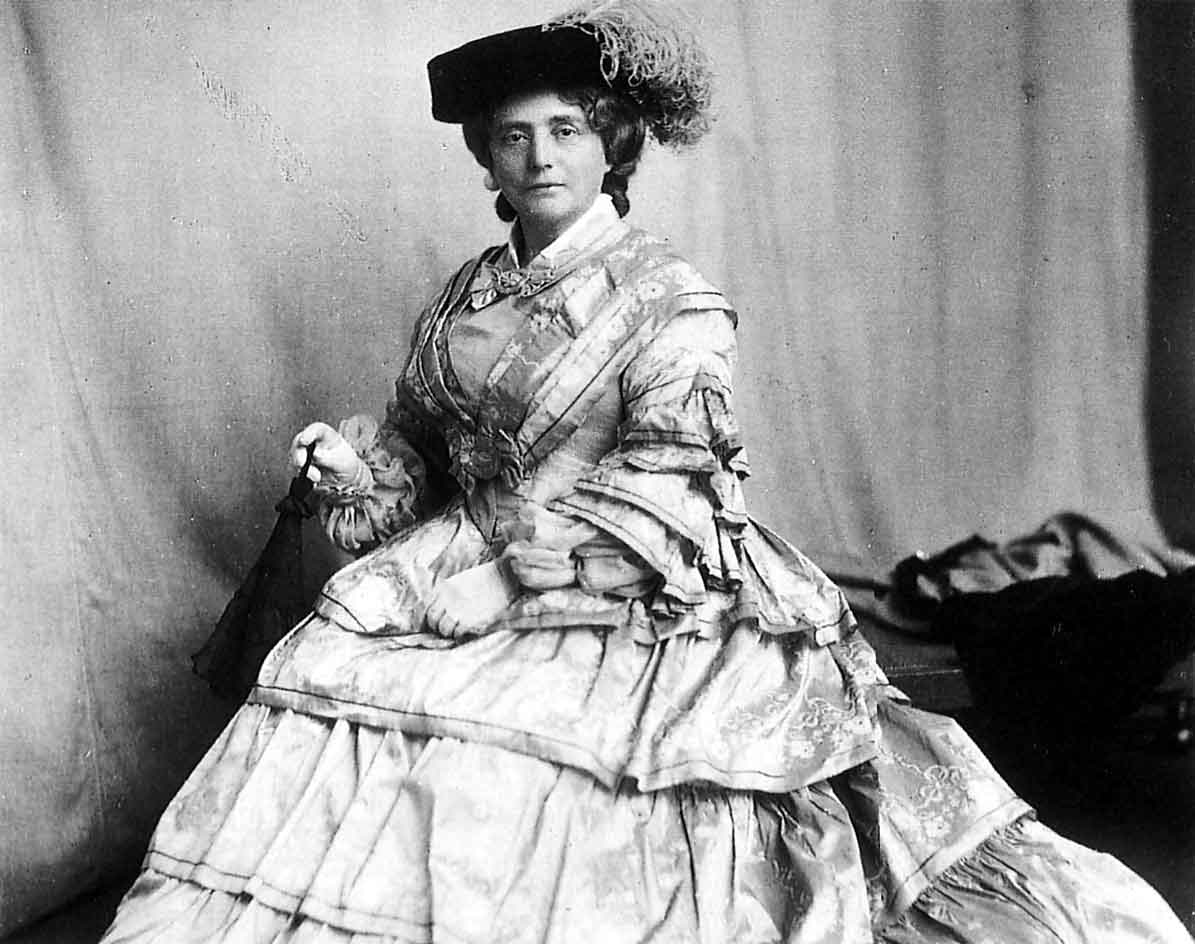
Катерина Кренсоун. Фото 1903 року.

Клан Кренстоун (шотл. - Clan Cranstoun) - один з кланів рівнинної частини Шотландії - Лоуленду. 
Гасло клану: Thou shalt want ere I want - Ти захочеш раніше ніж я 
Землі клану: Мідлотіан
Вождь клану: Девід Олександр Сомервілль Кренстоун (шотл. - David Alexander Somerville Cranstoun)
Резиденція вождя клану: Замок Корехаус (шотл. - Corehouse) - Ланаркшир

## Історія клану Кренстоун

### Походження клану Кренстоун
Назва клану Кренстоун територіального походження і походить від назви землі Кренстоун і відповідного баронства в Мідлотіані. Замлі Кренстоун були названі, можливо, від давньої англо-саксонської назви чаплі чи то журавля - crane - крейн.  Відповідно Кренстоун - «Журавлине місце». Цей птах зображений на гербі вождів клану Кренстоун. Є припущення, що ці землі були названі на честь англо-саксонських поселенців, які новили прізвисько Крейн або  Крен, або Кран. Хоча це дискутабельно. Є ще гельське слово crann - кранн - дерево. Можливо сталася якась заміна понять і розуміння топоніму в результати інвазії англо-саксонської мови в Шотландію. 
Елфрік де Кренстоун згадується в грамотах короля Шотландії Вільяма І Лева щодо земель абатства Холіруд. У 1170 році Елфрік де Кренстоун фігурує у судовій справі щодо земельної власності - процесі між Рогером де Квінсі (шотл. - Roger de Quincy) та настоятелями монастиря Ньюбаттл. Під час правління короля Шотландії Олександра II, Томас де Кренстоун зробив пожертви церкві у вигляді землі, що була розташована Пайстона в Східному Лотіані. Це було зроблено во благо своєї душі та за упокій його предків і во благо його нащадків. 
У 1296 році Х'ю де Кренстоун присягає на вірність Англійському королю Едварду І Довгоногому і підписує відповідний документ - «Рагман Роллс». У 1338 році Рандольфус де Кренстоун (шотл. - Randolphus de Cranstoun) зробив пожертву абатству Ньюбаттл. Король Шотландії Девід II дарував вождю клану Кренстоун - Томасу де Кренстоуну грамоту на володіння всіма землями Кренстоун.

### XV - XVII століття
Клан Кренстоун процвітав аж до кінця XVI століття, коли клан був втягнений у політичні конфлікти того буремного часу. У 1592 році Томас і Джон Кренстоуни були звинувачені у державній зраді за допомогу своєму родичу - Френсісу Стюарту - V графу Босуелл під час його нападу на замок Холіруд.
У червні 1600 року сер Джон Кренстоун був звинувачений у переховуванні зрадників, що були його родичами, і тільки втручання короля врятувало його від плахи і сприяло відстрочці судового розгляду справи проти нього. У серпні 1600 року брат сера Джона - Томас Кренстоун брав участь у горезвісній змові - так званій «Змові Говрі» в Перті, мета якої була викрасти короля Шотландії Джеймса VI. У той час до того короля Шотландії кілька разів викрадали - то католики, то протестанти, і релігійна політика під час чергового викрадення різко змінювалась. Але потім король виріс і взяв владу в свої руки. Але деякі шотландські клани вважали за можливе вести стару політику. Так чи інакше, але так чи інакше Томас Кренстоун заплатив за участь у змові головою зійшовши на плаху. Але загалом ставлення короля до клану Кенстоун не було ворожим. Пізніше - в 1609 році сер Джон Кренстоун Моррістаун був капітаном гвардії короля Шотландії Джеймса VI і вірно йому служив, отримав титул пера Шотландії і отримав титул лорда Кренстоун. У той же самий час Вільям Кренстоун був переконаним прихильником пресвітеріанської церкви, був міністром землі Кеттл у Файфі, чинив запеклий опір спробам короля ввести посади єпископів у Церкву Шотландії. У результаті цих дій міністр впав у немилість короля і уповноважений короля наказав йому припинити проповідувати, але він цього не зробив і був офіційно оголошений поза законом.
Під час громадянської війни III лорд Кренстоун підтримав роялістів, був захоплений в полон під час битви під Вустер у 1651 році. Він був кинутий за ґрати в Тауер в Лондоні, де він нудився, а його маєтки були конфісковані за винятком невеликої ділянки, що його дружині з чотирма дітьми було дозволено зберегти.

### XVIII - XIX століття
Вільям Кренстоун - V лорд Кренстоун був депутатом останнього шотландського парламенту і підтримав договір союзу з Англією. Один з його нащадків - Джордж Кренстоун був видатним юристом і суддею, став відомим адвокатом і деканом факультету адвокатів у 1823 році. Він був другом Вальтера Скотта, з яким він вчився з в університеті Единбургу.
Клан Кренстоун має одну темну таємницю. Син V лорда Кренстоун таємно одружився з католичкою, що в протестантському середовищі дуже засуджувалось. Оскільки шлюб був таємним, його змусили одружитись з багатою спадкоємицею. Особливих почуттів до своєї нової дружини він не відчував і подружнього ложа уникав, що дуже засмучувало молоду дружину. Щоб змінити цю ситуацію, вона дала йому «приворотне зілля» - «любовний напій». Але певно, щось переплутала чи то в рецептурі, чи то в дозі і чоловік від того зілля помер. Її звинуватили у вбивстві, судили і повісили. Сумна історія... 
Джеймс Кренстоун - VIII лорд Кренстоун був відомим офіцером королівського флоту, командував військовим кораблем «Беллерофонт» у 1786 році і брів участь в битві, в якій сім англійських кораблів перемогли весь французький флот в червні 1795 року. Він був призначений губернатором Гренади, але не встиг прийняти посаду - він помер від отруєння свинцем в 1796 році і рід перів Кренстоун вимер в 1813 році.

### XX століття
У 1950 році підполковник Алістер Кренстоун Корехаус - кавалер ордену Військового Хреста був визнаний як вождь клану Кренстоун. Він помер в 1990 році. У даний час вождем клану визнаний його дядько, що помер - без питань. Спадкоємцем посади вождя клану вважається Олександр Джон Джордж Кренстоун (шотл. - Alexander John George Cranstoun). Більшість людей клану Кренстоун живе в Мідлотіані, в Ланаркширі. 

## Видатні люди клану Кренстоун
Катерина Кренстоун (шотл. - Catherine Cranston) (1849 - 1934) - широко відома як Кейт Кренстоун або міс Кренстоун, вона була провідною фігурою у розвитку соціального феномену «чаювання». Вона ввійшла в історію поруч з іменами великих меценатів, таких як Чарльз Ренні Макінтош та Маргарет МакДональд з Глазго. Ім'я міс Кренстон щодо «чаювання» живе у спогадах Глазго в період свого розквіту. Її батько Георг Кренстоун був пекарем та кондитером і в 1849 році, в рік її народження, він став власником «Единбург і Глазго Залізничні Ресторації» і купив будинок № 39 на площі Георга в центрі міста Глазго. Готель був перейменований в «Королівського Коня» або в «Готель Кренстоунів» і там у 1852 році пропонували: "Зручні кімнати для кави та чаю і окремі номери для тих, хто не палить на першому поверсі, просторі номери і комерційних краси, зручні ліжка кімнати і ванни. Кава завжди готова. Сигари, вина, спиртні напої, пиво, доставка преси, газет. Покращена і різноманітна плата за проїзд на звичайні та помірні класи". Її старший брат Стюарт (1848 - 1921) став чайним дилером у Глазго в 1901 році, був "піонером бізнесу" щодо «чайних магазинів чистих і простих», і до 1901 року мав три таких чайних не пропонуючи нічого більш істотного, ніж чай та бутерброд. Кейт пішла на створення набагато більш широкого соціальний проекту. Як і інші міста Великої Британії, Глазго був тоді центром руху за тверезість, була ідея створити альтернативу пабам, де чоловіки зловживали алкогольними напоями. Чай раніше - до того був розкішшю для багатих, але з 1830-х він був призначений як альтернатива алкогольних напоїв, і багато нових кафе і кав'ярень були відкриті, де забезпечували харчуванням простих людей. У 1880-х роках чайні кімнати і чайні стали популярними і модними.